# Kostel Panny Marie (Cazorla)
Kostel Panny Marie jsou ruiny renesančního kostela ve španělském městě Cazorla. Autorem je patrně Andrés de Vandelvira. 2. června 1694 ještě nedokončenou stavbu strhla povodeň. Zachovány zůstaly např. kupole v kapli sv. Kryštofa a kazetový strop apsidy. Během války za nezávislost byl objekt vypálen. V letech 2009 až 2010 proběhla rekonstrukce a místo se stalo víceúčelovým prostorem pro kulturní akce.

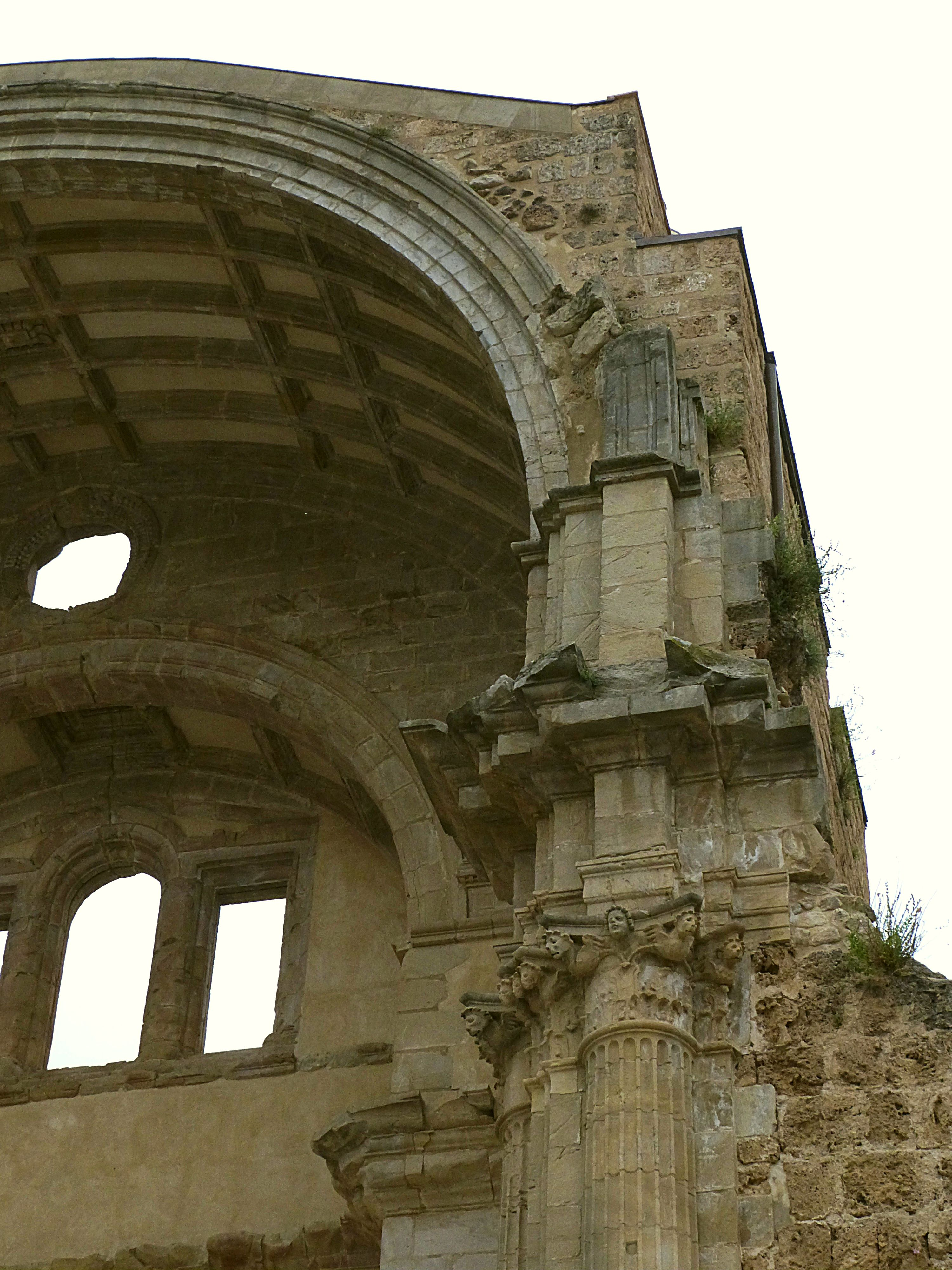
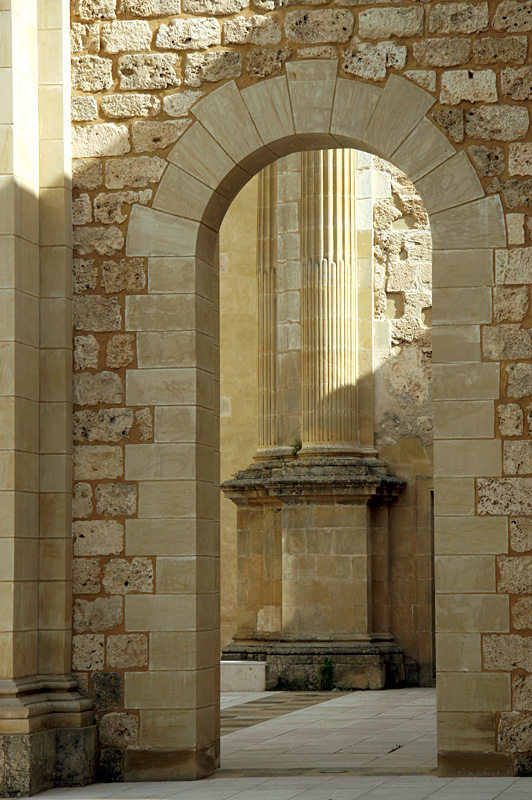
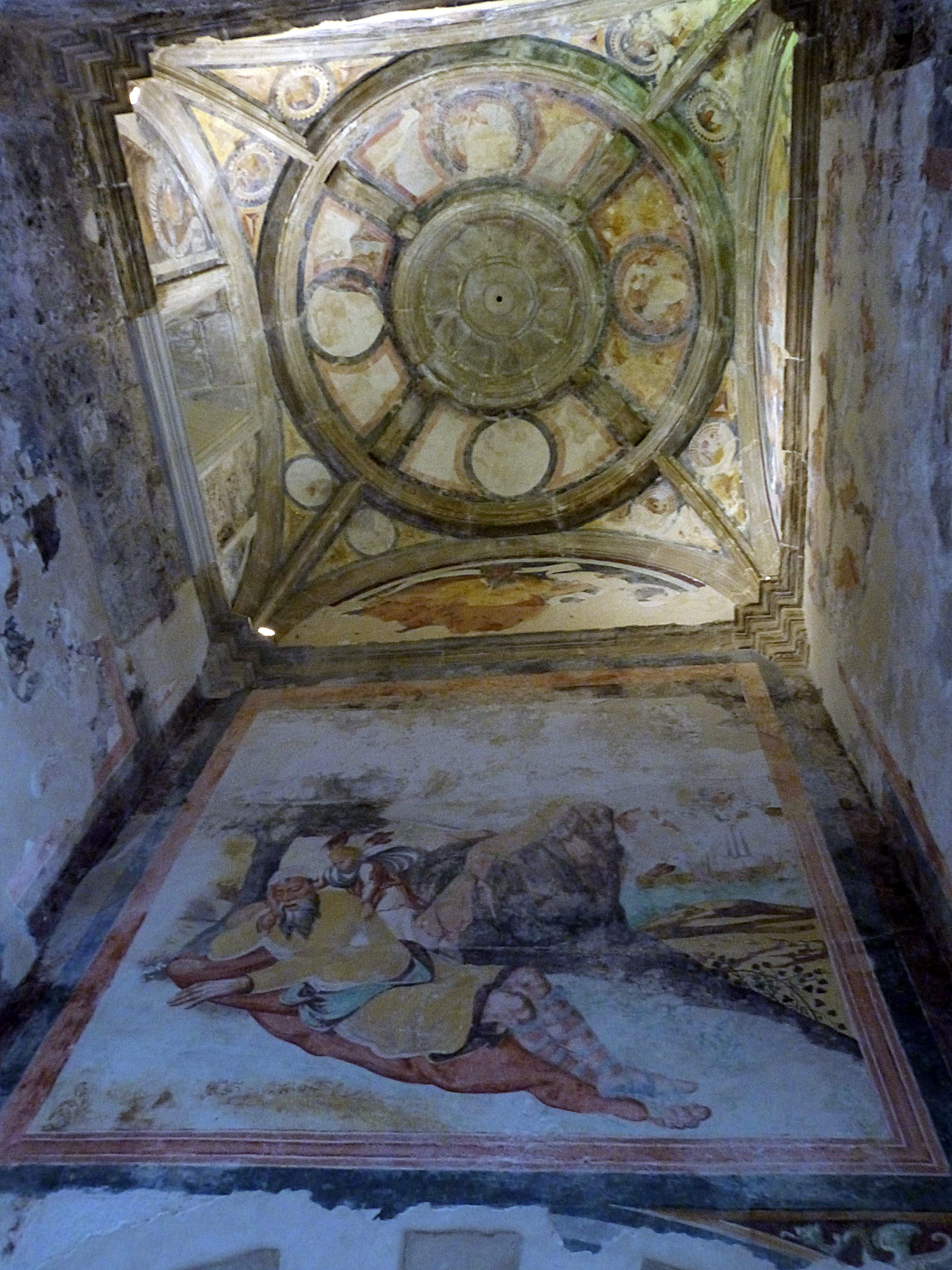